# Vladimir Lobanov
Vladimir Vladimirovitj Lobanov (ryska: Владимир Владимирович Лобанов), född 26 december 1953 i Moskva, död 29 augusti 2007 i Moskva, var en sovjetisk skridskoåkare.
Lobanov blev olympisk bronsmedaljör på 1 000 meter vid vinterspelen 1980 i Lake Placid.